# Valentin Silaghi
Valentin Silaghi (19 aprile 1957) è un ex pugile rumeno.

## Palmarès

### Olimpiadi
- 1 medaglia:
  - 1 bronzo (Mosca 1980 nei pesi medi)